# Gibson EB-1
Gibson EB-1 è un basso elettrico introdotto da Gibson nel 1953. È stato il primo basso prodotto dall'azienda americana.

## Storia
La Gibson immise sul mercato l'EB-1 con il semplice nome di Electric Bass nel 1953, al fine di far fronte al successo del Fender Precision Bass. A differenza della concorrenza, la Gibson preferì optare su un modello diverso, il cui corpo non richiamasse una chitarra elettrica ma piuttosto un contrabbasso. A tal fine, furono addirittura dipinti due fori di risonanza sul corpo dello strumento e venne dotato di un puntale che consentisse di suonarlo in verticale.
Quanto ai materiali, corpo e manico vennero realizzati in mogano, mentre per la tastiera fu preferito il palissandro. Per la tastiera fu preferita una scalatura corta da 30,5 pollici piuttosto che quella da 34 pollici utilizzata invece dalla Fender per il Precision Bass.
L'EB-1 prese tale nome soltanto nell'ultimo periodo di vita della prima serie, che nel 1958 fu rimpiazzata dapprima con l'EB-2 e poi con il Gibson EB-0.
La seconda serie fu lanciata sul mercato nel 1968, accompagnata da un restyling volto ad eliminare le false effe e a modificare le meccaniche e la colorazione delle cover di ponte e pick-up. Questa seconda serie fu dismessa nel 1972.
Un modello economico prodotto in Corea del Sud fu proposto dalla Epiphone negli anni '90. Nel 2018 la Eastwood ha riproposto l’EB-1, anche in versione mancina (cosa del tutto inusuale per Gibson ed Epiphone), con delle effe vere, rendendo il basso (che ha pure le meccaniche tipo banjo come il modello 1953) semiacustico. Attualmente, i pochi modelli di EB-1 originali sono destinati al mercato del collezionismo.